# Betty Ting Pei
Betty Ting Pei, właśc. Tang Mei-Li (chiń. 丁佩; pinyin Dīng Pèi; chiń. upr. 唐美丽; chiń. trad. 唐美麗; pinyin Táng Měilì; ur. 19 lutego 1947 w Pekinie) – tajwańska aktorka filmowa.
20 lipca 1973 roku w jej apartamencie zmarł aktor Bruce Lee.

## Filmografia
- 1963: Ke nu
- 1969: Diao jin gui jako Zhinan
- 1974: Stoner jako Agnes Wong Yen-Yen
- 1977: Chu liu xiang jako Yin Chi
- 1979: Shen bu
- 1982: Baat sap yee ga fong haak
- 1985: Fa gai si doi jako Monie